# Stand Up (album Dave Matthews Band)
Stand Up – szósty album zespołu rockowego Dave Matthews Band, wydany 10 maja 2005 roku. Album zadebiutował na pierwszym miejscu listy Billboard 200.
W teledysku do piosenki Dreamgirl wystąpiła aktorka – Julia Roberts – wieloletnia fanka zespołu oraz przyjaciółka Dave'a Matthewsa. Był to pierwszy publiczny występ aktorki po urodzeniu bliźniaków.
Krótkie intro do piosenki singlowej – American Baby trwające na płycie Stand Up zaledwie 2 minuty, jest często grane przez zespół podczas koncertów w pełnej (nawet 10 minutowej) wersji. Utwór ten jest w większości instrumentalny. Całym tekstem pojawiającym się w American Baby (Intro) są słowa: "She said / a hundred times / She said / a thousand times". Utwór ten w wersji koncertowej jest wzbogacony popisami solowymi skrzypka – Boyda Tinsleya oraz saksofonisty Leroia Moore'a. Niespodziewanie dla wszystkich to właśnie krótki wstęp do American Baby stał się ulubionym utworem fanów zespołu pochodzącym z albumu Stand Up. American Baby (Intro) jest również najczęściej granym "na żywo" utworem z płyty Stand Up.

## Lista utworów
1. "Dreamgirl" – 4:01
2. "Old Dirt Hill (Bring That Beat Back)" – 5:00
3. "Stand Up (For It)" – 4:13
4. "American Baby Intro" – 2:03
5. "American Baby" – 4:35
6. "Smooth Rider" – 2:17
7. "Everybody Wake Up (Our Finest Hour Arrives)" – 4:17
8. "Out of My Hands" – 3:41
9. "Hello Again" – 3:56
10. "Louisiana Bayou" – 5:36
11. "Stolen Away on 55th & 3rd" – 4:17
12. "You Might Die Trying" – 4:44
13. "Steady as We Go" – 3:24
14. "Hunger for the Great Light" – 4:20

## Wykonawcy biorący udział w nagraniu
- Dave Matthews – gitara, gitara akustyczna, śpiew
- Carter Beauford – instrumenty perkusyjne, chórki
- Stefan Lessard – gitara basowa, gitara
- LeRoi Moore – saksofony
- Boyd Tinsley – skrzypce, skrzypce elektryczne, mandolina

## Gościnnie
- Mark Batson – śpiew, fortepian, klarnet, organy, Melotron, instrumenty klawiszowe, instrumenty perkusyjne
- Butch Taylor – fortepian, organy Hammonda, instrumenty klawiszowe, chórki
- Lee Grove – instrumenty perkusyjne
- Curtis Fuller – śpiew, gitara